# لوسيان بيكر (سياسي)
لوسيان بيكر (بالإنجليزية: Lucien Baker)‏ هو محامي وسياسي أمريكي، ولد في 8 يونيو 1846 في كليفلاند في الولايات المتحدة، وتوفي في 21 يونيو 1907 في ليفنوورث في الولايات المتحدة. حزبياً، نشط في الحزب الجمهوري. وقد انتخب عضو مجلس ولاية كانساس وانتخب عضو مجلس الشيوخ الأمريكي.